# Monologue délibératif
Un monologue délibératif est un monologue qui amène un personnage à peser le pour et le contre avant de prendre une décision, en évoquant les sentiments qui lui viennent à l'esprit au fur et à mesure qu'il parle. Puis à la fin de son monologue la décision est prise.

## Exemples
- François Rabelais, Pantagruel (1532), chapitre 3
- Pierre Corneille, Le Cid, (1637), I, 6.
- Jean Racine, Andromaque (1667), V, 1.
- Victor Hugo, Les Misérables (1862), I, VII, 3.